# Кюнцинг
Кюнцинг (нім. Künzing) — громада в Німеччині, знаходиться в землі Баварія. Підпорядковується адміністративному округу Нижня Баварія. Входить до складу району Деггендорф.
Площа — 40,40 км2. Населення становить 3177 ос. (станом на 31 грудня 2020).